# Idaea volloni
Idaea volloni là một loài bướm đêm trong họ Geometridae.